# ВТБ Арена

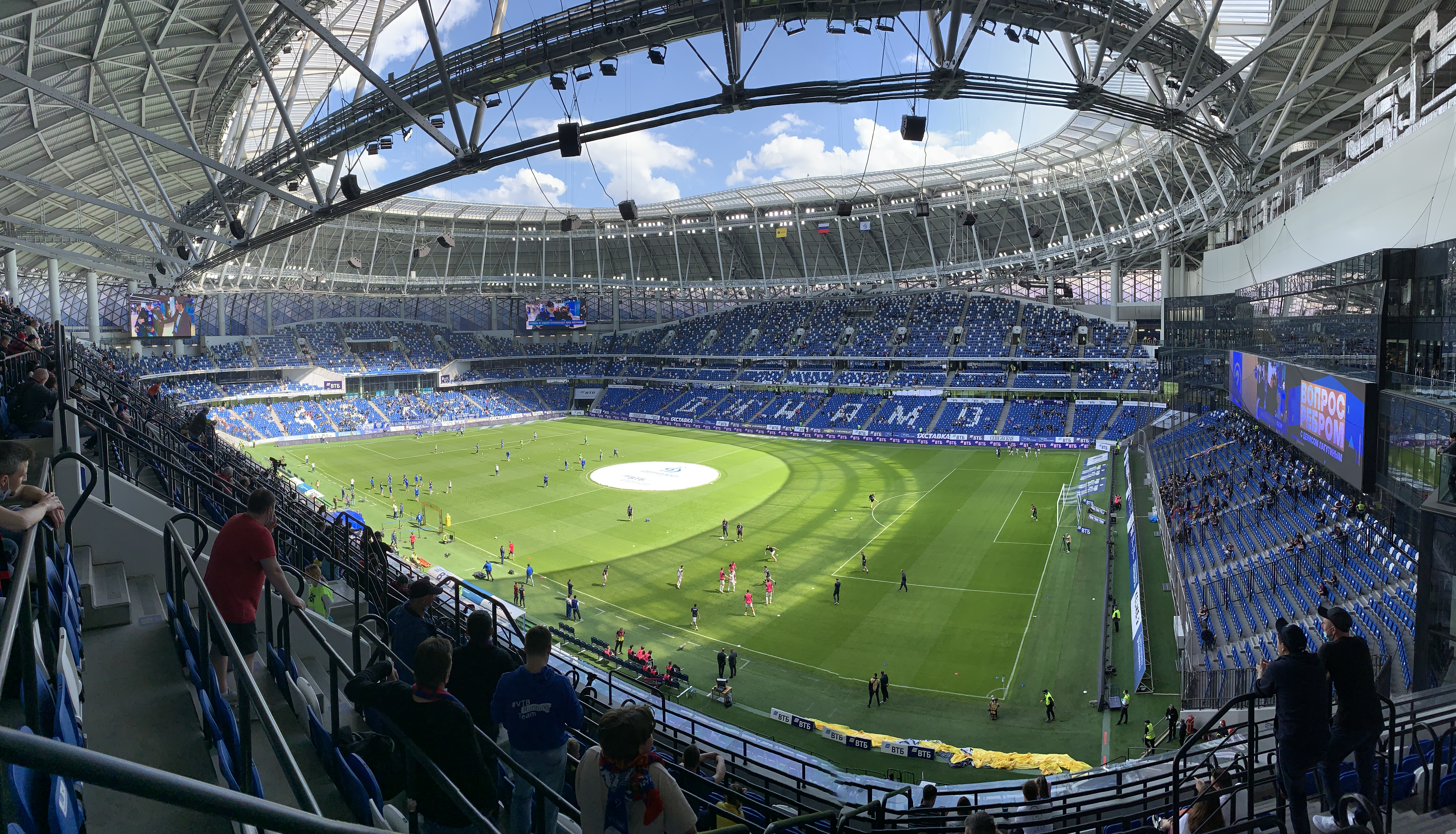
Центральный стадион «Динамо» имени Льва Яшина

«ВТБ Арена» — многофункциональный спортивный комплекс в Москве, включающий в себя футбольную и хоккейную арену, построенный на месте снесённого стадиона «Динамо». Расположен в районе Аэропорт, Северного административного округа Москвы.
Стадион под одной крышей объединяет две арены: Центральный стадион «Динамо» имени Льва Яшина (вместимость во время футбольного матча — 25 716 человек, вместимость во время концерта — до 33 000 человек) и универсальную «ВТБ Арену» им. Аркадия Чернышёва. Под спортивной частью стадиона расположен торговый центр «Арена Плаза» и подземная парковка на более чем 719 машино-мест.
Был построен как часть проекта «ВТБ Арена парк», включающего также жилой комплекс, бизнес-центр и отель.

## Строительство

### Дизайн

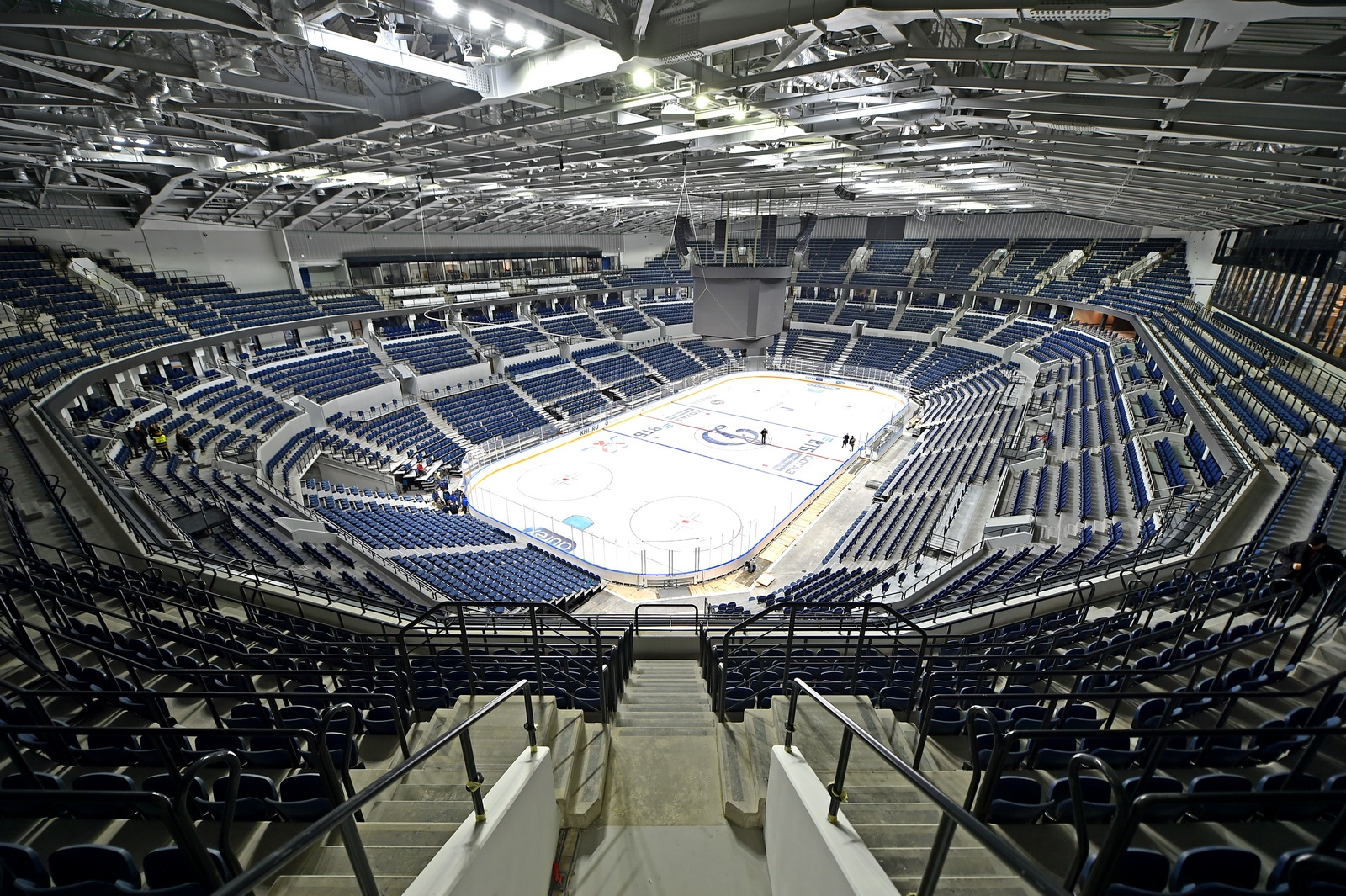
Универсальная ВТБ Арена

Первоначальный концепт создал Эрик Ван Эгерат, голландский архитектор, который проектирует главным образом в России и Германии. Его проект, включающий стадион и хоккейную арену внутри чаши бывшего стадиона «Динамо», выиграл конкурс. В конкурсе также участвовали проекты от компаний «Перкинс Истман», Populus и «Геркан, Марг и партнёры». Некоторые элементы этих проектов предполагалось использовать в окончательном варианте. Окончательный дизайн нового стадиона разработал американский архитектор Дэвид Маника.

### История
Стадион был включён в заявку России на чемпионат мира по футболу 2018. Однако в конце сентября 2012 года ФИФА объявила список городов-организаторов и стадионов, в который ВТБ Арена — Центральный стадион «Динамо» не был включён. Этот шаг не стал неожиданностью, так как выяснилось, что «Открытие Арена» будет сдана в эксплуатацию значительно раньше — в 2014 году.
13 июля 2024 года на арене прошёл крупнейший концерт в истории российской рок-группы «Кипелов».

### Стоимость
В ноябре 2012 года председатель совета директоров «ВТБ-Арены» Андрей Перегудов сообщил, что строительство спортивного объекта — двух залов вместе с парковкой, обойдётся примерно в 650—700 миллионов долларов, а весь комплекс с прилегающей инфраструктурой — в $1,5 миллиарда.
В июне 2013 года бывший глава попечительского совета «Динамо» Сергей Степашин сообщил, что стоимость строительства футбольного стадиона составит около 9 миллиардов рублей, а общая стоимость спортивной части проекта, включающей в себя футбольный стадион, Академию спорта, досугово-развлекательный комплекс, подземные переходы от станции метро к спортивному комплексу, паркинг более чем на 1500 машино-мест и другие технические строения — 26 миллиардов.
Финансирование строительства планировалось обеспечить за счёт средств Банка ВТБ и инвестиций ряда зарубежных банков (Cassa Depositi e Prestiti (CDP), Intesa Sanpaolo, Société Générale, KfW IPEX-Bank).

## Открытие
27 ноября 2018 года реконструкцию спортивного объекта завершили и он получил разрешение на ввод в эксплуатацию.
20 декабря 2018 года стадион открылся ледовым шоу. 4 января 2019 года прошёл первый матч на малой арене, а первый футбольный матч был запланирован на 10 марта 2019.
В конце февраля 2019 года выяснилось, что намеченный на 10 марта 2019 года матч 19-го тура чемпионата России по футболу, в котором «Динамо» должно было принять «Спартак» на открывшемся после многолетней реконструкции стадионе в Петровском парке, будет перенесён на другую арену. С таким заявлением выступила Российская премьер-лига (РПЛ), специалисты которой признали газон обошедшегося почти в $700 млн динамовского стадиона непригодным к эксплуатации.
Открытие футбольной части «ВТБ-Арены» прошло 26 мая 2019 года в рамках матча 30 тура российской Премьер-Лиги «Динамо — Арсенал (Тула)» (3:3), после того как комиссия РФС приняла полностью заменённый газон на стадионе. На первый футбольный матч на новом стадионе пришли свыше 23 тысяч человек. Перед матчем на арене прошёл гала-концерт с презентацией нового гимна футбольного клуба, написанного Николаем Арутюновым.

## Награды
В сентябре 2013 года проект комплекса «ВТБ Арена парк», в рамках которого реконструируется стадион «Динамо», стал лауреатом европейской премии в области недвижимости European Property Awards.